# Московская декларация
Московская декларация стала результатом совещания министров иностранных дел стран-союзников по антигитлеровской коалиции. Она была подписана в Москве 30 октября 1943 года и обнародована 1 ноября. 16 ноября Декларация была одобрена французским комитетом национального освобождения.

## Содержание Декларации
Основное содержание Декларации — разъяснение вопроса о том, на каких условиях три великие державы — СССР, США и Великобритания — будут продолжать сотрудничество и взаимодействие на конечном этапе войны и сразу по её окончании.

### Германия
Все три державы пришли к единому мнению о необходимости безоговорочной капитуляции Германии и прекращении военных действий со стороны союзников Германии — Венгрии, Румынии и Болгарии.
США и Великобритания подтвердили своё намерение и обещание Советскому Союзу открыть второй фронт в Европе.
Важным вопросом на конференции был вопрос о полном разоружении германских войск, а также о суде над немецкими военными преступниками. Было решено, что главы нацистского режима должны предстать перед международным военным судом. Все офицеры и солдаты германских вооруженных сил и члены нацистской партии, виновные в зверствах на территории оккупированных стран, должны были быть отправлены в места своих преступлений и предстать там перед местным судом. Однако в декларации ничего не было сказано о возмездии за уничтожение евреев в самой Германии, в Австрии и Венгрии.

### Австрия
Московская декларация признала присоединение Австрии к германскому рейху в марте 1938 года (так называемый аншлюс) недействительным и предоставила Австрии право на образование независимого государства. В принятом совместном коммюнике в разделе об Австрии говорилось о желании всех правительств «видеть восстановленной свободную и независимую Австрию». Однако Австрия, говорилось также в Декларации, не освобождается от ответственности за участие в войне на стороне гитлеровской Германии и должна после освобождения приложить все усилия для утверждения своей политической независимости. Таким образом, Декларация призывала к укреплению движения Сопротивления внутри страны до полного её освобождения и к росту национального самосознания австрийских граждан.
В соответствии с Декларацией после окончания войны Германия должна была быть оккупирована союзными войсками до полного уничтожения нацистского режима, тогда как Австрии возвращались все те территории, которыми она владела до её насильственного присоединения к германскому рейху.
После окончания войны, в соответствии с Соглашением о системе контроля над Австрией, страна была поделена на зоны, в которых размещались оккупационные войска четырёх союзных держав (СССР, США, Великобритании и Франции). Контроль над Австрией продолжался вплоть до 1955 года. 15 мая 1955 года был подписан договор о полном выводе оккупационных войск с территории страны и о восстановлении государственного суверенитета Австрийской Республики.